# Hitman 3
Hitman 3 es un videojuego de sigilo desarrollado y publicado por IO Interactive. Fue lanzado el 20 de enero de 2021 en PlayStation 4, PlayStation 5, Xbox One, Xbox Series X/S, Nintendo Switch, Microsoft Windows y Stadia. El juego es la culminación de la trilogía llamada World of Assassination, que incluye los títulos Hitman de 2016 y Hitman 2 de 2018. La revelación del juego se produjo el 11 de junio de 2020 durante el evento de presentación de la consola PlayStation 5.
El juego trata de un asesino profesional que tiene que eliminar una serie de objetivos en diferentes lugares del mundo. Para ello el jugador cuenta con total libertad de acción para planear y eliminar a los objetivos principales sin que los guardias, civiles o incluso policías se den cuenta. El juego presenta seis ubicaciones diferentes, Dubái, Dartmoor, Berlín, Chongqing, Mendoza y región rumana de los Montes Cárpatos.
Cuenta con misiones extra de forma temporal y aleatoria como en Hitman 2 en los llamados contratos.

## Recepción
Hitman 3 recibió críticas generalmente positivas, de la página de crítica y reseña Metacritic.